# Mauro Zelayeta
Mauro Zelayeta (Mar del Plata, Buenos Aires, 3 de marzo de 2000) es un jugador de voleibol indoor y exjugador de voleibol de playa argentino, que juega en las posición de punta-receptor.

## Trayectoria
Zelayeta es hijo de la atleta Ana María Comaschi.
Antes de dedicarse al voleibol, jugó al fútbol los clubes marplatenses Boca y Aldosivi. En 2015 comenzó con su preparación para los Juegos Olímpicos de la Juventud de Buenos Aires 2018 en voleibol de playa. En paralelo jugó al voleibol indoor con Once Unidos, consagrándose campeón del Torneo Argentino de Clubes Sub-17.
Comenzó a jugar profesionalmente en 2018, cuando integró la escuadra que Once Unidos en la Serie B1. Con ese club haría su debut en la Liga de Voleibol Argentina en 2020, año en que dejó de competir en la modalidad de voleibol de playa. 
En 2022 se unió a Ciudad Voley. Tras conquistar el título local y la Copa ACLAV, dejó el equipo para fichar con Voleibol Teruel, un club de la Superliga Masculina de Voleibol de España. Luego de una temporada allí, retornó a su antiguo equipo.

## Selección nacional

### Juvenil

#### Voleibol de playa
Haciendo dupla con Bautista Amieva, disputó dos veces Campeonato Mundial de Voleibol de Playa Sub-21 (2017 y 2019) y una el Campeonato Mundial de Voleibol de Playa Sub-19 (2018). También participó de los Juegos Suramericanos de la Juventud de 2017 -donde ganó la medalla de oro- y en los Juegos Suramericanos de Playa de 2019.
En el torneo masculino de voleibol de playa de los Juegos Olímpicos de la Juventud Buenos Aires 2018 ganó la medalla de bronce. 

#### Voleibol indoor
Integró la selección de voleibol de Argentina Sub-23 que obtuvo la medalla de bronce en el torneo masculino de los Juegos Panamericanos Junior de 2021.

### Mayor
Zelayeta ha disputado la Liga de Naciones de Voleibol Masculino en 2022 y 2023.
En 2023 fue parte del equipo que obtuvo la medalla de plata en los Juegos Panamericanos.